# José Luis Sánchez Fernández

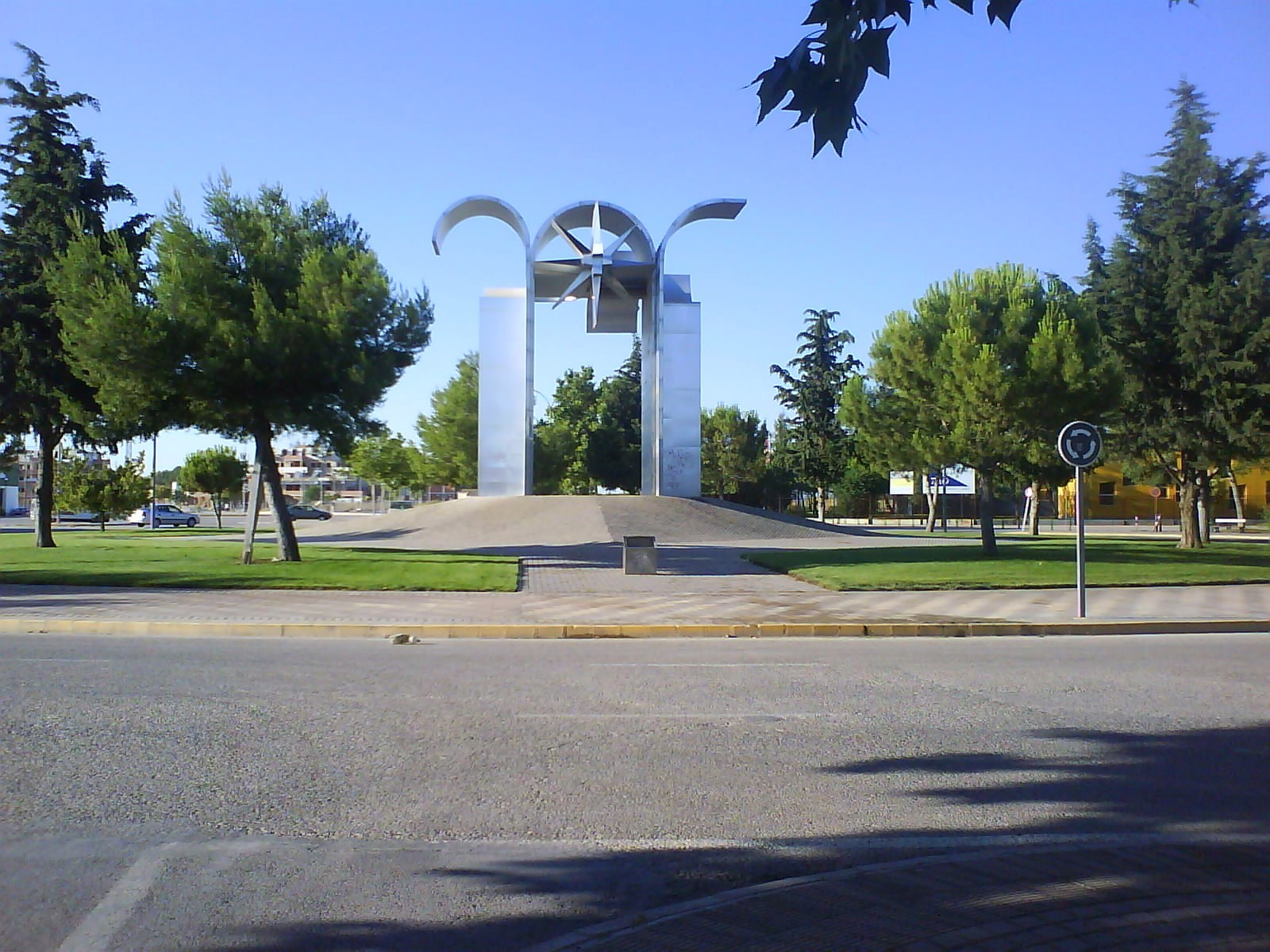
Pórtico de La Mancha, en Albacete.

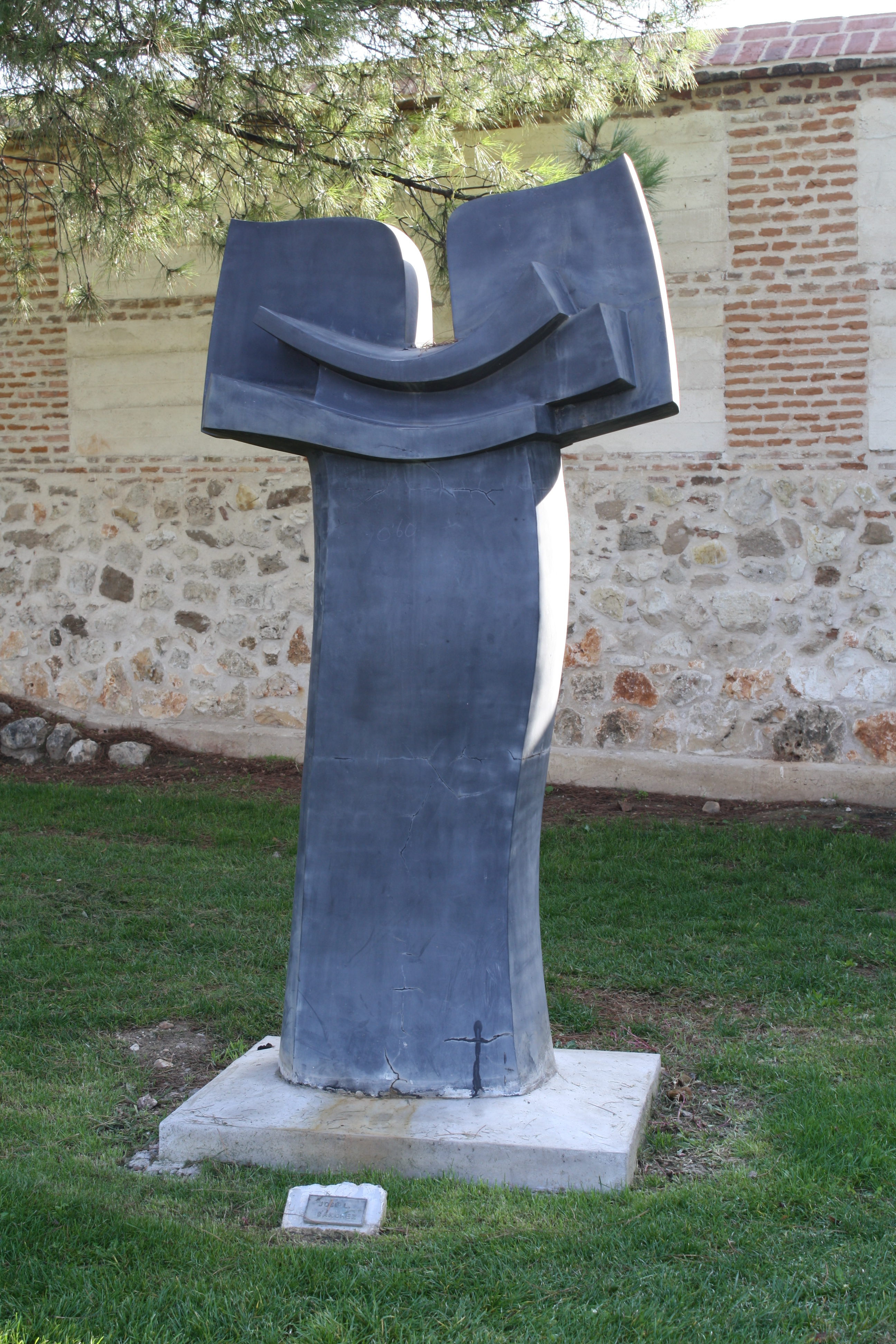
Escultura de José Luis Sánchez en Alcalá de Henares.

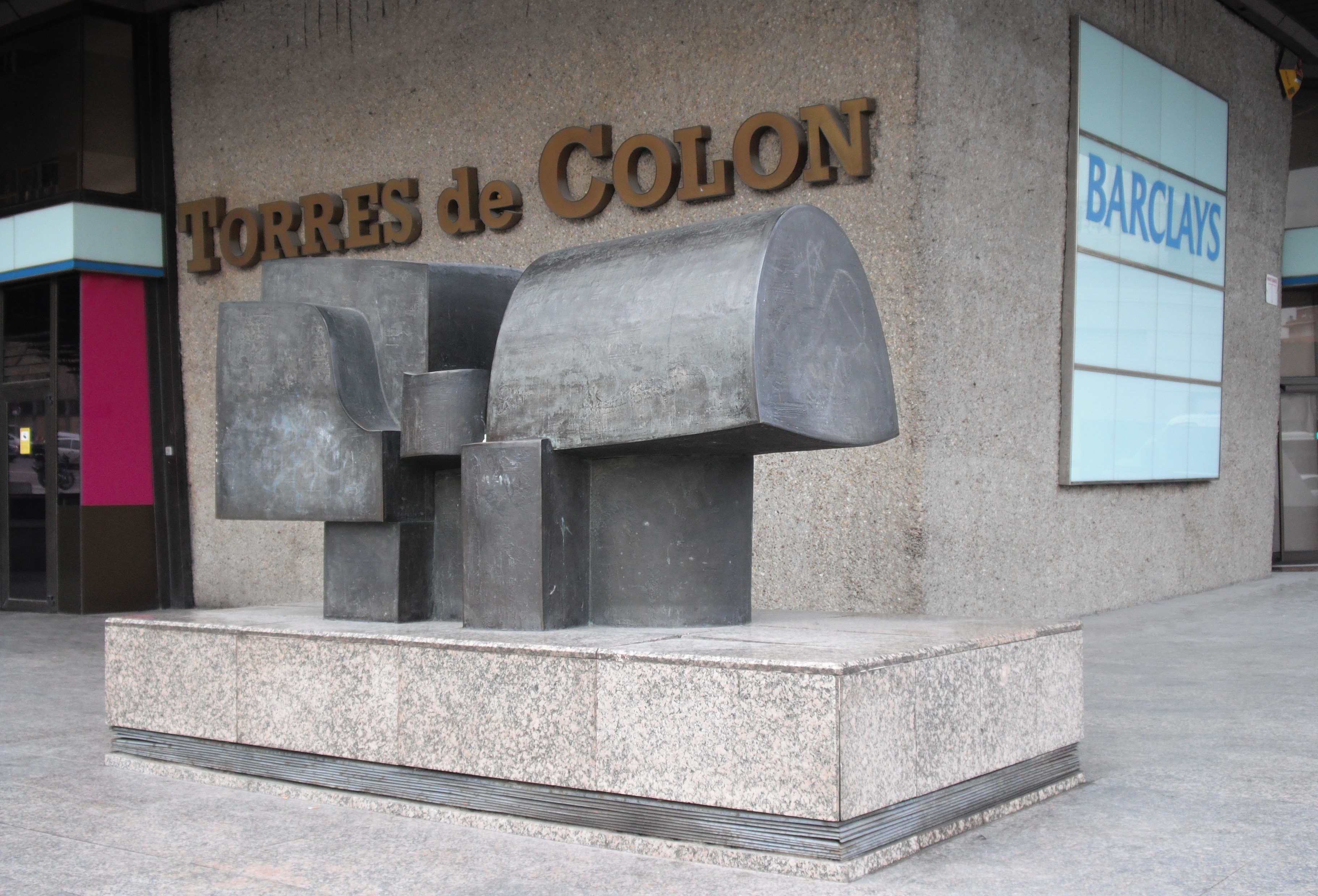
Herón a los pies de las Torres de Colón en Madrid.

José Luis Sánchez Fernández (Almansa, Albacete; 9 de diciembre de 1926-Pozuelo de Alarcón, 8 de agosto de 2018) fue un escultor español representativo de la escultura contemporánea en el capítulo de la abstracción, formando parte de la Sociedad de Estudios de Diseño Industrial (SEDI). Por su colaboración con arquitectos como Fisac, Carvajal, Fernández del Amo o Antonio Lamela, gran parte de su obra está ligada a la arquitectura.

## Biografía
En 1936 se trasladó a Madrid con su familia, donde fijó su residencia. Licenciado en Derecho, en 1950 ingresó en la Escuela de Artes y Oficios de Madrid, donde recibió clases de Ángel Ferrant. Entre 1952 y 1953, gracias a una beca del Ministerio de Asuntos Exteriores, residió en Milán y Roma. En 1955 compartió estudio con Arcadio Blasco, en Madrid. Desde 1958, hizo una ampliación de estudios sobre el arte aplicado a la arquitectura. 
En 1975 se convirtió en profesor de Dibujo de la Escuela de Bellas Artes de San Fernando de Madrid, labor a la que dedicará varios años.
En 1987 fue elegido académico de número de la Real Academia de Bellas Artes de San Fernando (Madrid).

## Premios y reconocimientos
Entre los premios recibidos por su obra destacan:
- Medalla en la Exposición Nacional de Bellas Artes de 1954.
- I Premio del I Concurso de Diseño Industrial, Madrid en 1954.
- Medalla de Oro en la Exposición Manchega de Artes Plásticas, Valdepeñas en 1960.
- Medalla de Oro en la III Bienal de Arte Sacro, Salzburgo en 1962.
- I Premio Tomás Francisco Prieto de la Fábrica Nacional de Moneda y Timbre, Madrid, en 1968.
- I Premio en la Exposición Internacional de Pequeña Escultura, Budapest, en 1981.
- Hijo Predilecto de la Región, concedido por la Junta de Comunidades de Castilla-La Mancha, en 2009.[4]

## Obras
Tiene obras en museos, colecciones e instituciones como:
- Museo Nacional Centro de Arte Reina Sofía, Madrid.
- Real Academia de Bellas Artes de San Fernando, Madrid.
- Fundación Juan March, Madrid.
- Aeropuerto Adolfo Suárez Madrid-Barajas, obra Eolo.[5]
- Museos Vaticanos. Colección de Arte Moderno, Ciudad del Vaticano.
- Museo de Escultura al Aire Libre de Alcalá de Henares.
- El Pórtico de La Mancha en Albacete.
- Escultura al Emigrante español en el Hospital Auxilio Mutuo, San Juan, Puerto Rico.
- Decoración monumental de El Corte Inglés de Bilbao.[6]
- Puertas de la Fundación Albéniz de Madrid.[6]
- Dos puertas de acero en la Calle da Santander de la Casa del Cordón de Burgos [7] y decoración escultórica en el patio .[6]

## Obras en Almansa
- «Museo Abierto de Escultura Contemporánea» al aire libre, dentro de los jardines del palacio de los condes de Cirat (sede del ayuntamiento de Almansa), convertido en un bello museo natural, donde las obras se integran perfectamente, ofreciendo al visitante un diálogo abierto con la naturaleza que las rodea, respondiendo así al deseo del artista que siempre ha luchado por acercar el arte, por sacarlo de los museos y ponerlo en contacto con la gente.[5]

- «La Paz Aupada» (2007), monumento de acero que representa dos brazos unidos que cobijan en sus manos una paloma, símbolo del hermanamiento de los pueblos involucrados en la batalla de Almansa.

- El «Cristo de San Roque» (1964), que se encuentra en la parroquia homónima, una escultura hecha por José Luis y que es una réplica (cuyo original es del propio autor) que se encuentra en otra parroquia de París.

## Reconocimientos en Almansa
El Instituto de Enseñanza Secundaria n.º 2 de Almansa lleva el nombre de «Escultor José Luis Sánchez» por votación popular de los alumnos del centro a finales de la década de 1980.